# Adelina Castillejo i Garnés
Adelina Castillejo i Garnés (Barcelona, 31 de enero de 1952 ) es una periodista catalana que ha trabajado sobre todo en la radio.   Es hermana del músico Bernat Castillejo .

## Biografía
Nació en Barcelona. De pequeña, se trasladó con la familia a Binéfar, Huesca por a un cambio de destino del padre, que trabajaba en la empresa Hidroeléctrica de Cataluña . Cuando tenía 9 años se establecieron en Sabadell, donde estudió en el Institut Arraona-Egara. Vivió en esa ciudad hasta los 28 años.
A los 17 años debutó como locutora en el magazine de tarde Adelina y sus cosas de Ràdio Sabadell, emisora en la que trabajó de 1969 a 1973. Más adelante trabajó en Radio España, Radio Miramar –en el programa feminista Nosotras–, Radio Barcelona –con La resposta, entre otros espacios–, la Cadena SER y Radio Televisión Española . 
A partir de 1984 trabajó en Catalunya Ràdio, donde dirigió y presentó Adelina Boulevard y La solución .  De 2004 a 2006 fue coordinadora de Catalunya Cultura.  Más adelante fue jefe del Servicio de Atención al Oyente y de Responsabilidad Social de las emisoras de la Corporación Catalana de Medios Audiovisuales .  En 2011 sustituyó a  Carles Pérez como defensora de la audiencia dicha Corporación. 

## Premios
En 2010 fue galardonada con el Premio APEI –otorgado por la Asociación Profesional Española de Informadores–. En 2011 recibió una mención de honor en los Premis Ràdio Associació de Catalunya por su dedicación y trabajo en los diferentes ámbitos de la comunicación audiovisual. 